# Dig a Pony
Dig a Pony è un brano musicale del gruppo rock britannico The Beatles, pubblicato sull'album Let It Be del 1970. Il suo titolo originale era All I Want Is You, ed è possibile trovare versioni del brano con questo titolo in alcuni dei primi bootleg che pubblicano brani delle Get Back/Let It Be Sessions.
Nelle copie americane dell'album il brano è stato erroneamente intitolato I Dig a Pony.

## Il brano

### Composizione
Anche se accreditato a Lennon/McCartney, il brano è stato composto prevalentemente dal solo John Lennon, e sfoggia un testo nonsense tipico dello stile del suo autore. Le frasi del testo non hanno nulla a che fare l'una con l'altra, e contengono solo verbi che terminano in -ate.

### Registrazione
Il pezzo fu una delle prime canzoni di Let It Be ad essere registrata durante il rooftop concert con l'aiuto di un assistente inginocchiato davanti a Lennon con in mano il foglio con le parole del testo. Inizia con una falsa partenza, dovuta al fatto che Ringo Starr stava spegnendo una sigaretta e gridò ai compagni di fermarsi perché non poteva suonare la batteria con una mano sola. In una precedente versione in studio della canzone, incisa il 22 gennaio 1969 e pubblicata anni dopo in Anthology 3, il pezzo inizia e termina con Paul McCartney che canta: "All I want is..." Questa frase apparve in ogni performance del brano ma venne tagliata via da Phil Spector nella versione finale, e il taglio è stato mantenuto anche nella versione inserita in Let It Be... Naked, che omette anche la falsa partenza.

## Formazione[7]
The Beatles
- John Lennon - voce, chitarra ritmica
- Paul McCartney - armonie vocali, basso
- George Harrison - chitarra solista
- Ringo Starr - batteria